# But Not for Me
But Not For Me — (с англ. — «Но не для меня») — популярная баллада, написанная Джорджем Гершвином в октябре 1930 года для его мюзикла «Girl Crazy». Автором слов баллады стал брат композитора — Айра Гершвин.

## История мюзикла и баллады
14 октября 1930 года на Бродвее состоялась премьера мюзикла «Сумасшедшая девушка» (англ. Girl Crazy), который создавался по мотивам одноимённой пьесы Гая Болтона и Джека Макгоуна. Музыкальный спектакль выдержал 272 представления. В день премьеры Гершвин сам находился за дирижёрским пультом.
В партитуру мюзикла был включен целый ряд ставших популярными песен, относящихся к наиболее выразительным образцам творчества Джорджа Гершвина. Среди них «I Got Rhythm», «Embraceable You», «Sam and Delilah», «Boy! What Love Has Done To Me!» и др. Сентиментальную балладу «But Not for Me», выдержанную в присущем мюзиклу лирическом ключе, впервые пикантно исполнила начинающая американская актриса Джинджер Роджерс, которая дебютировала на тот момент в своей первой кинокартине «Молодой человек из Манхэттена» (1929). Роль Молли в этой постановке тотчас открыла Роджерс дорогу в большое кино. Актёр Уилли Хауард (в мюзикле исполнил роль Гибера Голдфарба) использовал эту балладу для демонстрации своего умения имитировать знаменитых исполнителей того времени именно после того, как услышал песню в исполнении Джинджер Роджерс.
Мюзикл «Girl Crazy» был трижды экранизирован: «Girl Crazy» (1932), «Girl Crazy» (1943), «When the Boys Meet the Girls» (1965). В киноверсии Нормана Таурога и Басби Беркли «Girl Crazy» 1943 года (студия «MGM») балладу исполнила Джуди Гарленд, игравшая в фильме главную роль Молли Грей совместно с Микки Руни (Денни Черчиль мл.).

## Популярность
В 1930-е гг. баллада не достигла значительного успеха. Лишь однажды песня в исполнении оркестра под управлением Гарри Джеймса и вокалистки Хелен Форрест появилась в хит-параде в 1942 году, поднявшись на двенадцатое место. Позднее баллада стала популярной в музыкальном мире именно среди джазовых певиц.
Список музыкантов, исполнявших когда-либо балладу «But Not For Me» обширен: Элла Фитцджеральд, Фрэнк Синатра, Джуди Гарленд, Джон Колтрейн, Чет Бейкер, Дина Вашингтон, Майлс Дэвис, Элтон Джон и мн. др.
«But Not For Me» считается одной из самых вдохновенных мелодий Гершвина, чутко выражающих чувство безответной любви, о которой идет речь в стихотворном тексте Айры Гершвина.

## Состав оркестра
Оркестровое сопровождение к мюзиклу постановки 1930 года имело следующий состав:
- 2 флейты
- флейта-пикколо
- 2 гобоя
- английский рожок
- 2 кларнета
- бас-кларнет
- 2 фагота
- контрафагот
- альт-саксофон
- 4 валторны
- 3 трубы
- 2 тромбона
- бас-тромбон
- туба
- литавры
- 4 перкуссии
- арфа
- фортепиано
- группа струнных инструментов

## Записи в альбомах
- Элла Фитцджеральд — альбом «Ella Sings Gershwin» (1950), «Ella Fitzgerald Sings the George and Ira Gershwin Songbook» (1959) и «Nice Work If You Can Get It» (1983). За запись «But Not For Me» Элла Фитцджеральд в 1959 году получила награду «Грэмми».
- Майлс Дэвис — альбом «Bags' Groove» (1954 — инструментальная версия)
- Чет Бейкер — дебютный вокальный альбом «Chet Baker Sings» (1956). В 2001 году альбом получил награду «Грэмми».
- Дорис Дэй — альбом «Day By Day» (1956)
- Рита Рейс — альбом «The Cool Voice of Rita Reys» (1956)
- Билли Холидей и её оркестр, для американского джазового лейбла «Verve Records» (1957)
- Джон Колтрейн — альбом «My Favorite Things» (1961). В 1998 году альбом получил награду «Грэмми».
- Линда Ронстадт — альбом «For Sentimental Reasons» (1986)
- Лиса Экдаль — альбом «Heaven, Earth And Beyond» (2002)
- Род Стюарт — альбом «Stardust: The Great American Songbook Volume III» (2004). В 2004 году альбом получил награду «Грэмми».
- Сара Воан — альбом «The George Gershwin Songbook», Vol. 2
- Дайана Кролл в телевизионном шоу: Elvis Costello with… (в 2009)
- Джермейн Джексон — альбом «I Wish You L.O.V.E. Jazz standards» (2012)